# Disastro del K2 (1995)

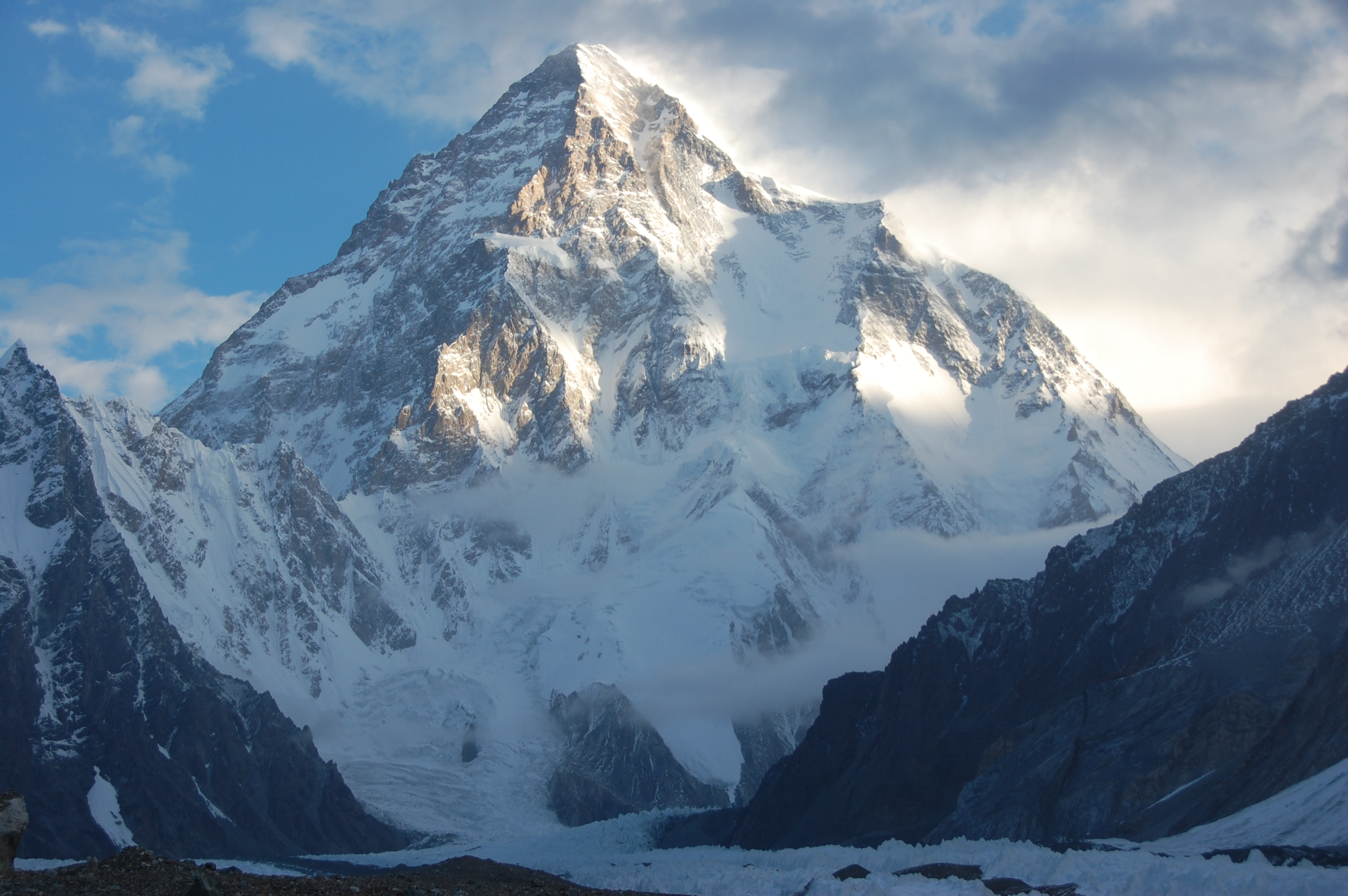
K2, Pakistan

Il disastro del K2 del 1995 è stata una tragedia avvenuta sul K2 in Pakistan nella quale morirono sei alpinisti il 13 agosto del 1995, prevalentemente a causa del cattivo tempo, in particolare per i forti venti.

## Storia
Una spedizione statunitense aveva ottenuto i permessi per scalare la vetta del K2 nell'estate del 1995. Il 13 agosto 1995, Alison Hargreaves e ciò che restava del gruppo americano si unirono a un gruppo della Nuova Zelanda e del Canada nel campo 4, a circa 7600 metri di altitudine, ad almeno 12 ore di distanza dalla vetta. Più tardi, quel giorno, essendosi unito a un gruppo di alpinisti spagnoli situato più in alto rispetto al campo 4, il neozelandese Peter Hillary, figlio del pioniere del monte Everest Edmund Hillary, decise di tornare indietro dopo aver notato che il clima, mite nei precedenti quattro giorni, sembrava a quel punto in procinto di cambiare.  Alle 18:45, in condizioni miti, Alison Hargreaves e lo spagnolo Javier Oliviar raggiunsero la vetta, seguiti dall'americano Rob Slater, gli spagnoli Javier Escartin e Lorenzo Ortíz, e il neozelandese Bruce Grant. Poco dopo la discesa, venti a oltre 140 km/h iniziarono a sferzare la vetta, distruggendo il campo sottostante, tutti e sei i componenti del gruppo morirono. Il canadese Jeff Lakes, che prima di raggiungere la vetta aveva deciso di tornare indietro, riuscì a raggiungere uno dei campi più in basso, ma morì di sfinimento nella tenda.
Il giorno successivo, due alpinisti spagnoli, Pepe Garces e Lorenzo Ortas (non Lorenzo Ortíz, ucciso nella tempesta), che erano sopravvissuti alla tempesta nel campo 4, discesero la montagna riportando congelamenti e sfinimento. Prima di raggiungere il campo 3 trovarono un parka insanguinato, uno scarpone da montagna e una imbracatura. Riconobbero l'equipaggiamento come appartenente alla alpinista Alison Hargreaves. Dal campo 3 potevano inoltre vedere un corpo in lontananza. Non si avvicinarono al corpo, che non fu quindi identificato con certezza, ma c'erano pochi dubbi che appartenesse a Hargreaves, e conclusero che fu spazzata via dalla montagna durante la tempesta. I due sopravvissero ma dovettero essere prelevati via elicottero, dopo aver superato sei giorni senza tenda.
Scott Fischer della Mountain Madness stava scalando il Broad Peak in quello stesso momento e suggerì che un fattore determinante fu una combinazione fra il forte freddo e le raffiche di vento in tempesta.

## Elenco delle vittime
Vittime dichiarate il 13 agosto, 1995:
- Alison Hargreaves
- Javier Olivar
- Rob Slater
- Javier Escartín
- Lorenzo Ortíz
- Bruce Grant
- Inoltre, Jeff Lakes  raggiunse un campo più in basso ma morì a causa dell'esposizione il 15 agosto 1995.
- Ci fu un'altra vittima la stessa stagione all'inizio dell'estate, a luglio Jordi Anglès morì a causa di una caduta.[4]